# Губ'як Дмитро Васильович
Дмитро́ Васи́льович Губ'я́к (18 березня 1982, м. Теребовля, Тернопільська область) — український бандурист-вокаліст, композитор. Син Василя Губ'яка. Член Національної спілки кобзарів України (2003), заслужений артист України (2009). Знавець харківського способу гри на бандурі.

## Життєпис
Закінчив Теребовлянську музичну школу (клас Ярослави Володимирівни Кубіт), дитячу студію «Кобзарик» при Струсівській заслуженій капелі бандуристів «Кобзар» (1990). У складі капели побував на фестивалі «Дзвени бандуро в козацькім краї» (Дніпропетровськ, 1994).
У 1995 р. отримав Гран-прі Всеукраїнського конкурсу молодих виконавців на бандурі ім. В. Кабачка в Полтаві. Як подарунок, отримав іменну бандуру. В 1996 р. — І премія того ж конкурсу.
У 1997 р. поступив на навчання до Тернопільського музичного училища ім. С. Крушельницької. По класу бандури навчався в Ірини Турко, по класу вокалу — в Івана Равлюка. Цього ж року став дипломантом Міжнародного фестивалю «Маленький принц», який проходив у м. Бухарест, Румунія.
У 1998 р. став дипломантом Міжнародного конкурсу молодих композиторів ім. М. Багдановіча в м. Гродно, Білорусь. Цього ж року став лауреатом-стипендіатом Всеукраїнського конкурсу «Нові імена України», м. Київ.
У 1998 р. закінчивши перший курс Тернопільського музичного училища, поступив до Львівської державної музичної академії ім. М. В. Лисенка у клас видатного педагога та конструктора бандур професора Василя Герасименка. По класу вокалу навчався у видатної співачки, народної артистки України Тамари Дідик.
У 2003 р. став лауреатом І премії Національного конкурсу бандуристів ім. Г. Китастого, який проходив у Києві.
У 2004 р. став лауреатом ІІ премії ІІІ-го Міжнародного конкурсу виконавців на українських народних інструментах ім. Г. Хоткевича, м. Харків.
Неодноразово брав участь у Міжнародному музичному фестивалі «Молоді митці» — м. Байройт, Німеччина.
У 2005 р. став лауреатом Міжнародного телевізійного фестивалю народної музики «ГОРИЦВІТ».
Навесні 2006 року на конкурсі ім. Зіновія Штокалка в м. Тернопіль дебютував як член журі.
Виступає з сольними концертами в Україні та за її межами (Польща, Німеччина, Франція, США).
З 2004 по 2006 рік працював солістом Львівської обласної філармонії ім. Ст. Людкевича у складі ансамблю «Високий Замок» (мистецький керівник Андрій Яцків).
З 2003 року є дійсним членом Національної спілки кобзарів України.
В листопаді 2006 р. закінчив виконавську аспірантуру у Львівській державній музичній академії ім. М. В. Лисенка під керівництвом професора В. Герасименка.
У 2007 р. став лауреатом ІІ премії IV міжнародного конкурсу виконавців на українських народних інструментах ім. Гната Хоткевича (м. Харків). (І премія не присуджувалась). Цього ж року став одним із переможців конкурсу Міністерства культури і мистецтв України на отримання Гранту президента України для молодих митців.
Восени 2007 р. запрошений на Всеукраїнський дитячий конкурс хлопчиків-бандурстів «Кобзарська юнь», що проходив у м. Чернігові як член журі.
З вересня 2007 р. працює у Кременецькому обласному гуманітарно-педагогічному інституті ім. Т. Г. Шевченка на посаді старшого викладача кафедри музичних дисциплін.
З 29 листопада по 6 грудня 2008 року був запрошений як член журі на VIII міжнародний мистецький конкурс «Срібний дзвін», що проходив у м. Ужгород. Ініціатором проведення цього конкурсу є видатний сучасний український композитор Євген Станкович.
2009 р. — автор проекту Першого регіонального фестивалю-конкурсу кобзарського мистецтва ім. Костя Місевича «Кобзарська ватра», який відбувся 15—17 травня у Кременецькому обласному гуманітарно-педагогічному інституті імені Тараса Шевченка за підтримки Тернопільської обласної державної адміністрації. Конкурс охопив учасників з 5-ти областей: Тернопільської, Рівненської, Волинської, Львівської та Івано-Франківської. Голова журі — народна артистка України, професор Л. К. Посікіра, члени журі: О. С. Смоляк, М. П. Сточанська, Н. Є. Турко, Д. В. Губ'як.
Наукову роботу поєднує з концертною діяльністю. Твори виконує на харківській і львівській бандурах (конструкції В. Герасименка). В репертуарі — класичні твори композиторів 18—20 ст. у перекладі для бандури, обробки народних пісень і танців, власні пісні та інструментальні твори.
11 грудня 2009 року указом Президента України присвоєно звання Заслуженого артиста України.
З листопада 2009 року працює за сумісництвом в Тернопільському академічному музично-драматичному театрі імені Т. Г. Шевченка на посаді актора.
З 1 вересня 2010 року — викладач бандури Інституту мистецтв Тернопільського Національного педагогічного університету ім. Володимира Гнатюка.
Бере участь у багатьох науково-практичних конференціях, як доповідач та виконавець.

## Творчість

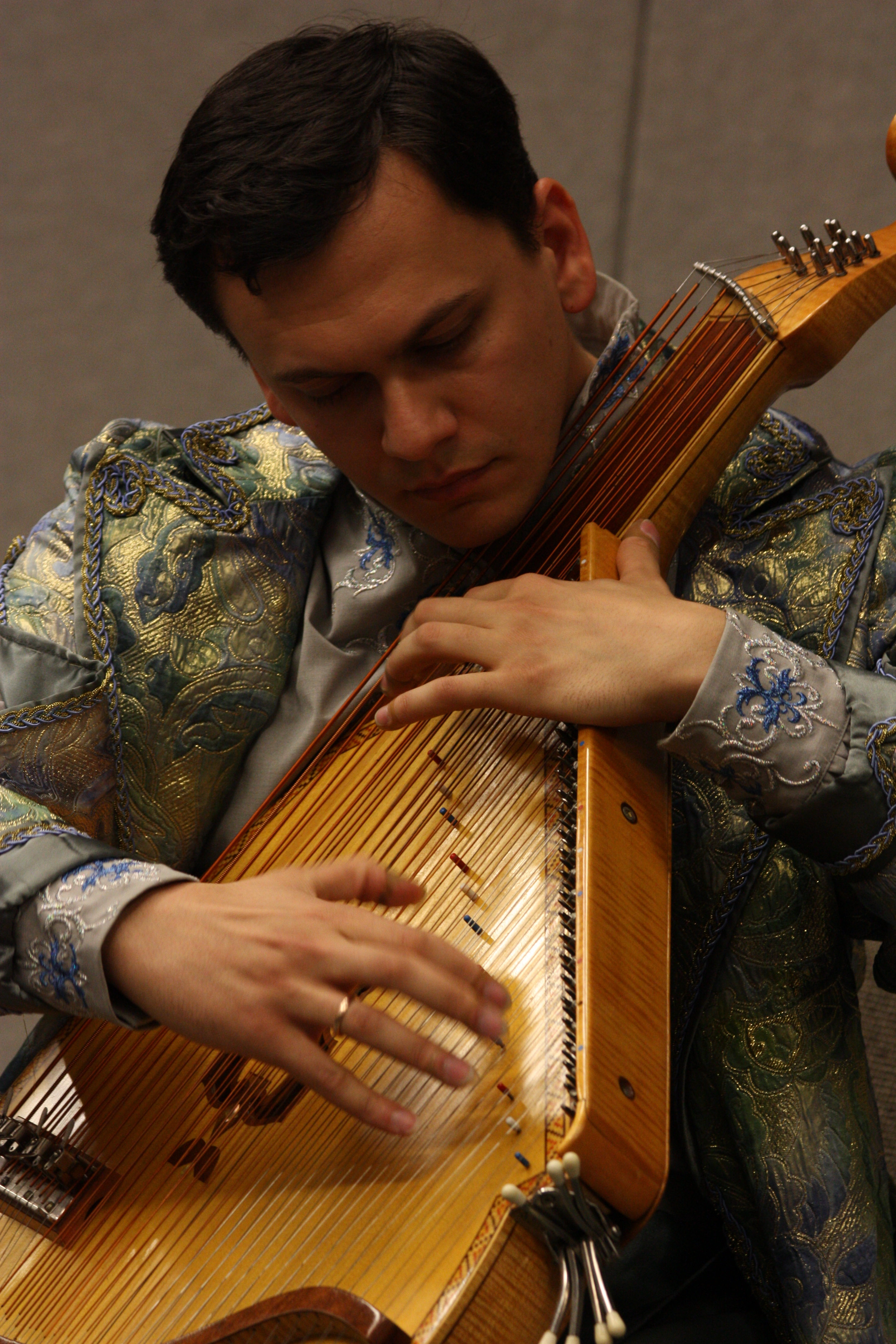

### Власні твори
Дмитро Губ'як є автором:
- монографії «Грай, Кобзарю», присвяченої 50-літньому ювілею заслуженої самодіяльної капели бандуристів «Кобзар» Струсівського сільського будинку культури. Монографія рекомендована до друку вченою радою КОГПІ ім. Тараса Шевченка (Львів, ТеРус 2010 р.)[1][2];
- інструментальних творів: «Рондо», сюїта «Шум моря», «Золота осінь», «Відгомін історії», «Роксоляна», «Рожеві фіалки», 3 етюди, «The arrow end the song» («Стріла і пісня», на слова Г. Лонґфелло), «Другий голос» (на слова А. Панчишина), «Вулиця без назви» (на слова А. Панчишина), «Жарівка» (на слова А. Панчишина), «Необхідність» (на слова Л. Крупи), «Чого мені тяжко» (на слова Т. Шевченка), «Пісня про Зарваницю» (на слова С. Семирозум), «Жарт»;
- аранжування для ансамблю бандуристів: українська народна пісня «Ой єсть в лісі калина», в'язанка гуцульських пісень «Коломийки», «Віночок українських ліричних пісень», Ш. Азнавур — Ж. Ґарваренц «Ave Maria», Й. Пахельбель Канон D-dur, Е. Морікконе «Chi Mai», «Дзвони дзвонять» (слова Т. Угрин, музика М. Лозинської), «Enfants du Monde» («Діти світу», слова Ж. Роллан, музика Б. Жозіан), українська народна пісня «Ой, хмариться-туманиться», Е. Ґріґ «В печері гірського короля» із сюїти «Пер Ґюнт», І. Альбеніс «Астурія», «Hymn a l'espoir» («Гімн надії», слова Ж. Казанова, музика К. Лопез), «Le temps viendront» («Настане час», слова Л. Амаде, музика Ж. Сіґрі), українська народна пісня «На Івана, на Купала», німецька колядка «Leise rieselt der Schnee» («Тихо падає сніг»), корсиканська колискова «O Ciuciarella», українська народна пісня «Ой у полі криниченька», народна пісня острова Реньйон «P'tit Paille en Quene», народна пісня острова Реньйон «P'tit Fleur Aimee» («Маленька квітка кохання»), «Молитва» (слова та музика В. Квасневського), «Маленька помічниця» (слова та музика Н. Рубальської), «Клавесин» В. Власова;
- аранжування для ансамблів різного складу: Концерт D-dur для чембало з оркестром Д. Бортнянського, «Ave Maria» Дж. Каччіні, «Chi Mai» Е. Морікконе, «Ангел» Р. Ваґнера, «Над морем», «Світ без тебе» В. Івасюка, арія Ксеркса з опери «Ксеркс» Г.-Ф. Генделя, арія Фігаро з опери «Весілля Фігаро», каватина Фігаро з опери «Весілля Фігаро» В. А. Моцарта, «Пішов Іван в полонину» Д. Задора, українська народна пісня «Калиноньку ломлю», «Попурі на теми популярних французьких пісень», «Попурі на теми китайських народних пісень», китайська народна пісня «Lan hua cao», китайська народна пісня «Shi shiang zhi», польська колядка «Wsrod nocnej ciszy» («Серед нічної тиші»), українська народна пісня «Верховино, світку ти наш».

### Репертуар
У репертуарі Дмитра Губ'яка:
- інструментальні твори:
  - Прелюдія C-dur (І том ДТК), Прелюдія і фуга Fis-dur (ІІ том ДТК), Органна прелюдія і фуга F-dur Й. С. Баха, Сонатина С-dur Н. Паґаніні, Соната С-dur, Концерт D-dur для чембало з оркестром Д. Бортнянського, Будильник Ф. Куперена, ІІ ч. з сонати № 14 («Місячна») Л. Бетховена, «Зима», І-ІІІ ч., з циклу «Пори року», «Весна», І-ІІІ ч., з циклу «Пори року», «Літо», І-ІІІ ч., з циклу «Пори року», концерт a-moll для скрипки з оркестром, концерт g-moll для скрипки з оркестром А. Вівальді, «Баркарола» з циклу «Пори року», «Осіння пісня» з циклу «Пори року», «Ната-вальс» П. Чайковського, «Астурія» І. Альбеніса, «Елегія» М. Лисенка, «Дума», Прелюдія і фуга e-moll М. Дремлюги, концертні варіації на тему української народної пісні «Йшли корови із діброви» С. Баштана, концертна фантазія «Купало», «Елегія», Концертні варіації, варіації на тему української народної пісні «Стоїть гора високая» О. Герасименко, «Турецький танець», «В'язанка українських народних мелодій» З. Штокалка, «Гомін степів» Г. Китастого, «Невільничий ринок у Кафі» Г. Хоткевича, «Я не відчував цього ще ніколи» Д. Еллінґтона, «Тіко-тіко» З. Абреу, «Коломийка» Р. Гринькова, «Етюд-картина», фантазія на тему української народної пісні «Жалі мої, жалі» Т. Лазуркевича, «Концертний триптих», Соната пам'яті К. М'яскова, І ч. В. Зубицького, варіації на тему української народної пісні «Якби мені черевики», Концертіно № 2, Концертіно № 3, фантазія на тему української народної пісні «Ніч яка місячна» К. М'яскова, Концерт для бандури з оркестром Я. Камінського, рондо «Українське різдво», сюїта «Чотири подорожі в Україну» Ю. Олійника, «Inspiracia» Ю. Грицуна, концерт для бандури з оркестром «Харківський» І. Гайденка, «Гайдук» В. Мішалова, «Українська соната» А. Коломійця, варіації на тему Моцарта М. Глінки.
- вокальні твори у супроводі фортепіано та інструментальних ансамблів:
  - арія Ксеркса з опери «Ксеркс» Г.-Ф. Генделя, арія Фігаро з опери «Весілля Фігаро», каватина Фігаро з опери «Весілля Фігаро», дуеттіно Церліни та Дон Жуана з опери «Дон Жуан», дует Гульєльмо і Дорабелли з опери «Cosi fan tutte», арія Лєпорелло з опери «Дон Жуан», арія Папаґено з опери «Чарівна флейта» В. А. Моцарта, «Ave Maria» Дж. Каччіні, «Ангел» Р. Ваґнера, «Se florindo e fedele» А. Скарлатті, «Dein ist mein ganzes Herz» з опери «Країна усмішок» Ф. Лєгара, «Радуйся, Діво» Д. Бортнянського, «Ave Maria» Ш. Азнавура, речитатив і арія Кривоноса з опери «Богдан Хмельницький» К. Данькевича, «Балада про Довбуша» Д. Задора, каватина Алєко з опери «Алєко» С. Рахманінова, романс Демона з опери «Демон» А. Рубінштейна, «Осіннє золото» І. Шамо, соло Зевса з опери «Енеїда», «Ой, Дніпре мій, Дніпре», «Гетьмани, гетьмани», М. Лисенка, «Над морем», «Світ без тебе», «Балада про отчий дім» В. Івасюка, «Пішов Іван в полонину» Д. Задора;
- думи:
  - «Дума про втечу трьох братів з Азова», «Дума про Олексія Поповича», «Дума про козака Голоту» (із запису З. Штокалка), «Дума про смерть козака-бандуриста» (обробка Ф. Жарка), «Дума про козацькі могили» А. Кос-Анатольського.
- українські народні пісні у власному аранжуванні для бандури:
  - «Через поле широкеє», «Ой, зійшла зоря», «Ох і не стелися, хрещатий барвінку», «Жалі мої, жалі», «Ой, у полі верба», «Ой, під горою», «Козаче, козаче», «Повій, вітре», «Ой, у полі нивка», «З'їздив я коника», «Як ішов я з Дебрецина додому», «Якби я був полтавський соцький», «Чорнії брови, карії очі», «Там, де Ятрань круто в'ється», «Ой, під вишнею», «Ой у полі могила», «Їхав стрілець на війноньку», «Ой, видно село», «Йшли селом партизани», «Калиноньку ломлю», «На Івана, на Купала», «Бандуристе, орле сизий», «По діброві вітер виє», «Взяв би я бандуру», «Щоб в вас і в нас», «Ой ти, дівчино, з горіха зерня», «Ой, єсть в лісі калина», «Ой, кряче, кряче та чорненький ворон», «Ой, не шуми, луже», «Як засядем, браття, коло чари», «Чорна рілля ізорана»

### Дискографія
Автор п'яти сольних аудіоальбомів: «Грай, кобзарю», «На козацьких шляхах», «Стежка в синю даль», «Співа душа — бринить струна», «Bandura con spirito».
| Дата виходу | Назва                       |
| ----------- | --------------------------- |
| 2010        | Співа душа — бринить струна |
| 2009        | На козацьких шляхах         |
| 2009        | Стежка в синю даль          |
| 2009        | Bandura con spirito         |
| 2005        | Золота осінь                |